# Kurtzmaniella cleridarum
Kurtzmaniella cleridarum är en svampart som beskrevs av Lachance & Starmer 2008. Kurtzmaniella cleridarum ingår i släktet Kurtzmaniella och familjen Saccharomycetaceae.   Inga underarter finns listade i Catalogue of Life.